# با (فلم)
با (بالهندية: पा، وتعني "أب") هو فيلم كوميديا دراما هندي من إخراج ر. بالكي وبطولة أميتاب باتشان وأبهيشيك باتشان وفيديا بالان. تدور قصة الفيلم على المرض النادر المعروف بالشياخ ويسلط الضوء على علاقة الأب بابنه. أميتاب باتشان وأبهيشيك باتشان هما أبٍ وابن على الترتيب في الحقيقة، أما في الفيلم فالأمر معكوس. صدر الفيلم عالميًا يوم 4 ديسمبر 2009. على الرغم من التأييد الفاتر للفيلم من النقاد الهنديين، تباينت الآراء حوله من قبل النقاد العالميين، وذلك وفق ميتاكريتيك وروتن توميتوز.

## روابط خارجية
- الموقع الرسمي
- مقالات تستعمل روابط فنية بلا صلة مع ويكي بيانات